# Mechenried
Mechenried ist ein Gemeindeteil von Riedbach im unterfränkischen Landkreis Haßberge in Bayern.

## Geografie
Das Pfarrdorf liegt im westlichen Teil des Landkreises in der Übergangszone vom Haßgau zur Schweinfurter Rhön. Der Riedbach, ein rechter Zufluss der Nassach (Main), fließt durch den Ort. Die Kreisstraße HAS 5 von Haßfurt nach Kleinsteinach, die Kreisstraße HAS 6 von Königsberg in Bayern nach Kleinmünster und die Kreisstraße HAS 7 nach Rügheim führen durch Mechenried. Schweinfurt befindet sich südwestlich in etwa 17 Kilometern Entfernung.

## Geschichte
Die Erstnennung Mechenrieds war Mitte des 12. Jahrhunderts, als das Bamberger Domkapitel Güter erhielt. Ein Erbhof bestand danach im Dorf. Eine weitere urkundliche Erwähnung folgte 1170. Demnach gehörte zwischen den Jahren 1089 und 1105 der Pfarrkirche in Schweinshaupten der Zehnt in Mechenried.
Im 14. Jahrhundert besaßen das Geschlecht der Flieger, in der Nachfolge die Herren von Fuchs Zehntrechte in Mechenried und die Herren von Rotenhan wurden mit Gütern vom Würzburger Bischof belehnt. Die Klöster  Mariaburghausen und Theres erwarben Güter. Das Augustinerkloster Königsberg hatte ab 1454 Einkünfte in dem Ort. Mechenried war ein Ganerbendorf. Die Landeshoheit besaß der Fürstbischof von Würzburg, die Verwaltung oblag dem Amt Haßfurt. Die Zentgerichtsbarkeit teilte sich das Hochstift Würzburg mit den Sachsen. Im Jahre 1659 trat das Hochstift Bamberg die Rechte am Erbhof an Würzburg ab. 1696 erwarb das Hochstift Würzburg von Sachsen-Hildburghausen Untertanen und Rechte in Mechenried.
1803 wurden die Dorf- und die Hartmühle eingemeindet. 1862 wurde die Landgemeinde Mechenried, bestehend aus dem Pfarrdorf Mechenried und den beiden Einöden Dorfmühle und Hartmühle in das neu geschaffene bayerische Bezirksamt Haßfurt eingegliedert. 1871 zählte die Landgemeinde Mechenried 428 Einwohner, von denen 417 Katholiken, 6 Protestanten und 5 Juden waren, sowie 90 Wohngebäude. Eine katholische Pfarrei und eine katholische Bekenntnisschule befanden sich im Ort. Im Jahr 1900 lebten in der 543 Hektar großen Gemeinde 394 Einwohner in 84 Wohngebäuden. 1925 hatte Mechenried 80 Wohngebäude und 382 Einwohner, von denen 367 katholisch und 15 evangelisch waren. Die Protestanten gehörten zur 1,5 Kilometer entfernten Pfarrei Holzhausen.
1950 hatte das Kirchdorf 505 Einwohner und 78 Wohngebäude. Im Jahr 1961 zählte Mechenried 456 Einwohner und 83 Wohngebäude. 1970 waren es 474 und 1987 432 sowie 107 Wohngebäude mit 132 Wohnungen.
Am 1. Juli 1972 wurde im Rahmen der Gebietsreform in Bayern der Landkreis Haßfurt aufgelöst und Mechenried kam zum Haßbergkreis. Am 1. Mai 1978 folgte die Eingliederung in die neu gebildete Gemeinde Riedbach.
Seit 1987 besteht in der alten Schule ein Feuerwehrmuseum.

### Jüdische Gemeinde
Mindestens seit dem Ende des 17. Jahrhunderts waren in Mechenried jüdische Familien ansässig. 1810 bzw. 1816 hatte das Dorf die Höchstzahl von 34 jüdischen Einwohnern. Noch in der zweiten Hälfte des 19. Jahrhunderts waren vermutlich alle weggezogen. Die jüdische Gemeinde besaß wahrscheinlich einen Betraum, ein Schulzimmer und ein rituelles Bad. Die Toten wurden im jüdischen Friedhof in Kleinsteinach beigesetzt.

## Baudenkmäler
In der Bayerischen Denkmalliste sind insgesamt 27 Baudenkmäler aufgeführt.

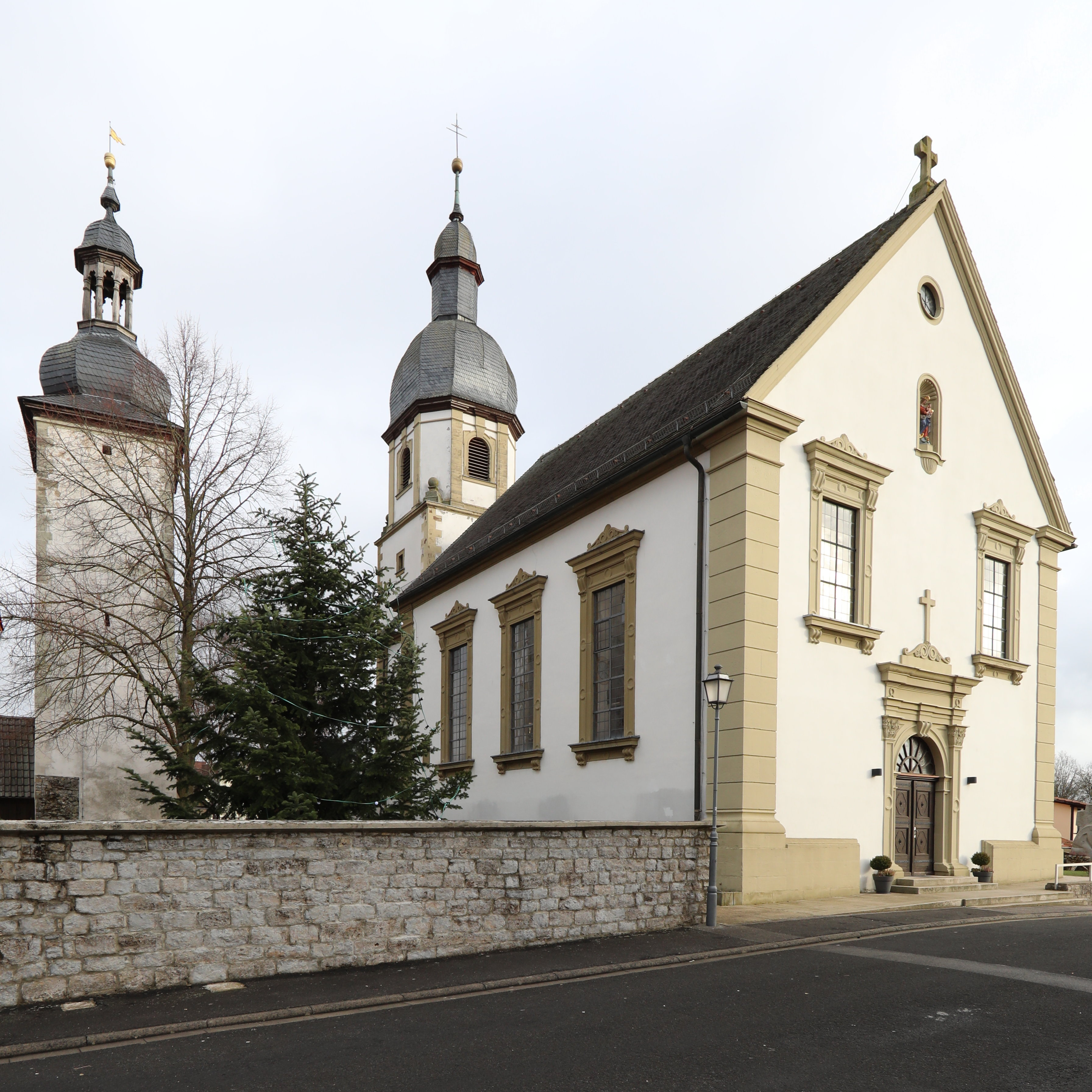
Pfarrkirche St. Nikolaus und Torturm

Zwei Türme prägen das Ortsbild. Der eine ist ein viergeschossiger Bau aus Sandstein mit Rundbogentor und Haubendach mit Laterne. Er stammt aus der ersten Hälfte des 16. Jahrhunderts und ist ein Überrest der Kirchhofbefestigung mit einem ehemals spätgotischen Gotteshaus aus der Zeit um 1200.
Der zweite Turm stammt auch aus dem 16. Jahrhundert und gehört zur katholischen Pfarrkirche St. Nikolaus. Um- und Anbauten der Kirche erfolgten im 17. und 18. Jahrhundert sowie 1872. Die Fassade des Gotteshauses besteht aus Sandstein und ist mit Werkstein gegliedert. Der Chorturm hat eine Zwiebelhaube und eine Laterne. Das Langhaus ist ein Saalbau mit einem Satteldach und einer Giebelfassade.
Die Friedhofskapelle Peter und Paul hat einen eingezogenen halbrunden Chor, der im Kern aus dem 13. Jahrhundert stammt. Das dreiachsige Langhaus trägt die Bezeichnung 1710 und wird von einem Satteldach überspannt. Der Chor ist barock gestaltet und mit Fachwerk aufgestockt. Er hat einen Dachreiter von 1888.

### Feuerwehrmuseum
Im Feuerwehrmuseum Mechenried ist eine seltene Handdruckspritze ausgestellt. Diese wurde 1818 von dem in Schweinfurt ansässigen Kupferschmied Christof Ernst Krackhardt gebaut. In einem kleinen Dorf im Steigerwald wurde die Spritze gefunden und dem Feuerwehrmuseum zur Ausstellung übergeben. 1824/25 konstruierte Krackhardt für die Schweinfurter Feuerwehr zwei neue mit Windblasen versehene Tragspritzen um fl.280 und fl.240 und nahm dafür zwei alte, stoßweise arbeitende Spritzen um fl.75 zurück.

## Persönlichkeiten
- Hans Werner (* um 1560 in Mechenried; † 1623 in Nürnberg), Bildhauer